# FIBA European Champions Cup 1986-1987
La Coppa dei Campioni 1986-1987 di pallacanestro maschile venne vinta dall'Olimpia Milano.
Hanno preso parte alla competizione 26 squadre. Le squadre giocarono due turni iniziali ad eliminazione diretta con gare di andate e ritorno (e somma dei punti), prevendo una fase a gruppi valevole per la qualificazioni alla finale, cui accedevano le prime due classificate. La finale è stata organizzata a Losanna.

## Risultati

### Turno preliminare
Le gare del primo turno preliminare sono state giocate il 18 e il 25 settembre 1986.
| Team #1           | Agg.      | Team #2 | Andata | Ritorno |
| ----------------- | --------- | ------- | ------ | ------- |
| Manchester United | 170 - 154 | Benfica | 91-67  | 79-87   |
| ToPo Helsinki     | 166 - 157 | Honvéd  | 96-80  | 70-77   |

### Ottavi di finale
Le gare di ottavi di finale sono state giocate il 2 e il 9 ottobre 1986.
| Team #1                 | Agg.      | Team #2          | Andata | Ritorno |
| ----------------------- | --------- | ---------------- | ------ | ------- |
| Alvik Stoccolma         | 193 - 206 | Spartak Brno     | 95-110 | 98-96   |
| Manchester United       | 143 - 173 | Real Madrid      | 78-86  | 65-87   |
| ToPo Helsinki           | 206 - 180 | Klosterneuburg   | 119-80 | 87-100  |
| Pully                   | 203 - 226 | Maccabi Tel-Aviv | 91-102 | 112-124 |
| Bayer Giants Leverkusen | 156 - 146 | EBBC Den Bosch   | 70-70  | 86-76   |
| Partizani Tirana        | 145 - 158 | Pau-Orthez       | 63-73  | 82-85   |
| Aris Salonicco          | 240 - 154 | Ostenda          | 115-77 | 125-77  |
| Murray Edinburgh        | 166 - 184 | Tracer Milano    | 83-83  | 83-101  |
| Zagłębie Sosnowiec      | 171 - 172 | Galatasaray      | 83-95  | 88-77   |
| Steaua Bucarest         | 169 - 215 | Žalgiris Kaunas  | 90-107 | 79-108  |
| Achilléas Kaïmaklíou    | 124 - 230 | Levski Sofia     | 69-129 | 55-101  |
| Sparta Bertrange        | 139 - 229 | Zadar            | 68-116 | 71-113  |

### Quarti di finale
Le gare dei quarti di finale sono state giocate il 30 ottobre e il 6 novembre 1986.
| Team #1                 | Agg.      | Team #2          | Andata | Ritorno |
| ----------------------- | --------- | ---------------- | ------ | ------- |
| Spartak Brno            | 161 - 214 | Real Madrid      | 70-82  | 91-132  |
| Bayer Giants Leverkusen | 175 - 207 | Pau-Orthez       | 89-95  | 86-112  |
| ToPo Helsinki           | 142 - 165 | Maccabi Tel-Aviv | 76-84  | 66-81   |
| Aris Salonicco          | 147 - 150 | Tracer Milano    | 98-67  | 49-83   |
| Galatasaray             | 142 - 182 | Žalgiris Kaunas  | 70-87  | 72-95   |
| Levski Sofia            | 177 - 192 | Zadar            | 88-90  | 89-102  |

### Semifinali

Da sinistra: Il sovietico Arvydas Sabonis e l'italiano Dino Meneghin durante Olimpia Milano – Žalgiris Kaunas 75-71 dell'8 gennaio 1987

|    | Squadra          | G  | V | P | PF  | PS  | Dif | P.ti |
| -- | ---------------- | -- | - | - | --- | --- | --- | ---- |
| 1. | Tracer Milano    | 10 | 7 | 3 | 870 | 814 | +56 | 17   |
| 2. | Maccabi Tel-Aviv | 10 | 7 | 3 | 861 | 820 | +41 | 17   |
| 3. | Pau-Orthez       | 10 | 6 | 4 | 809 | 822 | -13 | 16   |
| 4. | Zadar            | 10 | 4 | 6 | 819 | 831 | -12 | 14   |
| 5. | Žalgiris Kaunas  | 10 | 3 | 7 | 821 | 862 | -41 | 13   |
| 6. | Real Madrid      | 10 | 3 | 7 | 862 | 893 | -31 | 13   |

|  | Qualificate alla finale |
|  | Eliminata               |

### Finale
La finale si disputò il 02 aprile 1987 a Losanna
| Team #1       | Agg.    | Team #2          |
| ------------- | ------- | ---------------- |
| Tracer Milano | 71 - 69 | Maccabi Tel-Aviv |

| Coppa dei Campioni 1986-1987 |
| ---------------------------- |
| Tracer Milano 2º titolo      |

## Formazione vincitrice
| N° | Naz.                   | Ruolo | Sportivo             |  | Alt. |  |
| -- | ---------------------- | ----- | -------------------- |  | ---- |  |
| 4  | Italia (bandiera)      | G     | Fabrizio Ambrassa    |  |      |  |
| 5  | Italia (bandiera)      | AC    | Fausto Bargna        |  |      |  |
| 6  | Italia (bandiera)      | G     | Franco Boselli       |  |      |  |
| 7  | Italia (bandiera)      | A     | Riccardo Pittis      |  |      |  |
| 8  | Italia (bandiera)      | P     | Mike D'Antoni        |  |      |  |
| 9  | Italia (bandiera)      | AG    | Mario Governa        |  |      |  |
| 10 | Italia (bandiera)      | G     | Roberto Premier      |  |      |  |
| 11 | Italia (bandiera)      | C     | Dino Meneghin        |  |      |  |
| 12 | Italia (bandiera)      | AC    | Vittorio Gallinari   |  |      |  |
| 13 | Stati Uniti (bandiera) | A     | Ken Barlow           |  |      |  |
| 14 | Italia (bandiera)      | C     | Michele Guardascione |  |      |  |
| 15 | Stati Uniti (bandiera) | AG    | Bob McAdoo           |  |      |  |
|    | Stati Uniti (bandiera) | All.  | Dan Peterson         |  |      |  |